# George Cornwallis-West
George Frederick Myddleton Cornwallis-West (* 14. November 1874 in Ruthin; † 1. April 1951 in London) war ein britischer Offizier und Schriftsteller. Er wurde vor allem bekannt als einer der prominentesten Lebemänner der Edwardianischen Ära und als Stiefvater des Politikers Winston Churchill.

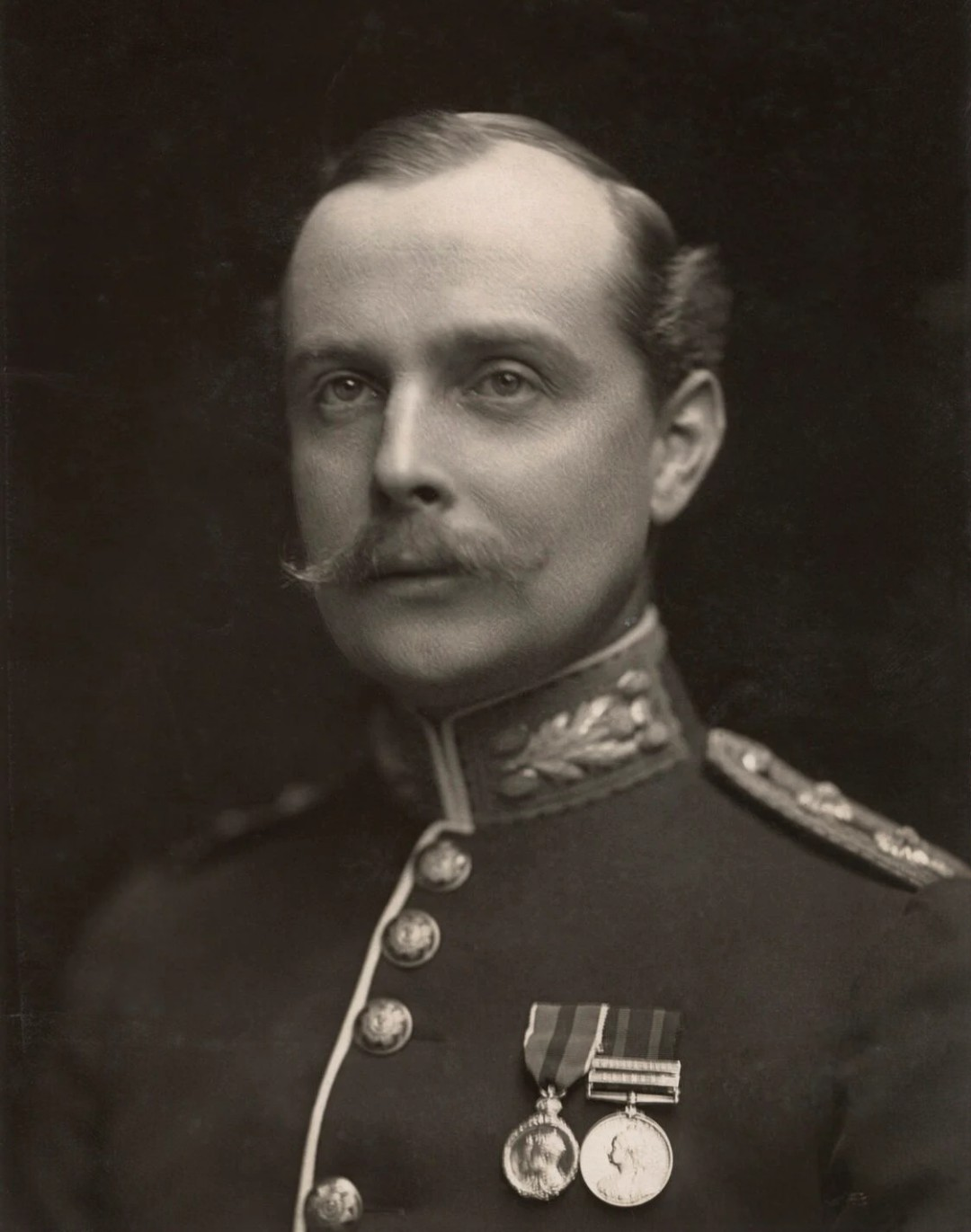
George Cornwallis-West

## Leben und Wirken
Cornwallis-West wurde 1874 als einziger Sohn von William Cornwallis-West (1835–1917) und seiner Gattin Mary, geborene FitzPatrick (1856–1920), geboren. Seine ältere Schwester war die spätere Fürstin Daisy von Pless (ursprünglich May Theresa Cornwallis-West). Als Erbe seiner Eltern wurde er Cornwallis-West später Besitzer des Schlosses Ruthin Castle in Denbighshire.
Cornwallis-West begann seine Laufbahn in den 1890er Jahren als Offizier bei den Scots Guards. Kurz vor dem Beginn des Burenkrieges (1899–1903), an dem er als Offizier der Kavallerie teilnahm, lernte er Jennie Churchill, die Witwe des 1895 verstorbenen Lord Randolph Churchill kennen, die er nach kurzer Verlobungszeit am 28. Juli 1900 in St. Paul’s in Knightsbridge heiratete. Die Eheschließung erregte vor allem aufgrund der großen Altersdifferenz von Bräutigam und Braut – Churchill war fast zwanzig Jahre älter als Cornwallis-West – Aufsehen in der „besseren Gesellschaft“ von ganz Europa. Churchill nannte sich fortan Mrs. George Cornwallis-West und benutzte diesen Namen auch im Titel ihrer Autobiografie. Die Beziehung von Cornwallis-West und Churchill scheiterte letztlich. Nachträglich äußerte Cornwallis-West seinem Stiefsohn gegenüber, seine Beziehung mit Jennie habe ihn an „Hogarth's Marriage a la Mode“ erinnert.
Durch seine Hochzeit mit Jennie Churchill wurde Cornwallis-West zum Stiefvater des Politikers Winston Churchill, seines genauen Altersgenossen (beide waren Jahrgang 1874), zu dem er eine lebenslange gute Beziehung unterhielt.
Während der Proben zu einem von Jennie verfassten Theaterstück lernte Cornwallis-West die Schauspielerin Mrs. Patrick Campbell kennen. Nachdem die Beziehung zu seiner Frau sich zunehmend verschlechterte und die Beziehung zu Campbell immer intensiver wurde, kam es 1912 zur Trennung und 1914 zur Scheidung von Jennie. Am 6. April 1914 heiratete Cornwallis-West Campbell, mit der er in den Folgejahren auch gelegentlich als Schauspieler auf der Bühne stand.
Während der Jahre der Herrschaft von Edward VII. galt Cornwallis-West als eines der prominentesten Mitglieder der „besseren Gesellschaft“ von Großbritannien und wurde häufig bei Banketten, Empfängen, Galen, Pferderennen, Picknicks und ähnlichen exklusiven sozialen Veranstaltungen gesehen. Sein „auffallend gutes Aussehen“ und seine galante Art verschafften ihm zumal bei den Frauen große Popularität und brachten ihm den Ruf ein, „to be the handsomest man in the British Army“ („Der bestaussehende/stattlichste Mann der britischen Armee“). Anderen galt er als „an impecunious playboy and something of a parasite“ („Ein Playboy ohne finanzielle Mittel und eine Art von Parasit.“). Sein Nachruhm als blendend aussehender Dandy und Herzensbrecher dauert indessen bis in die Gegenwart an. So ließ Alan Vanneman noch 2003 eine junge Frau in seinem, im Edwardianischen Jahrzehnt spielenden, Sherlock-Holmes-Roman Sherlock Holmes and the Hapsburg Tiara davon tagträumen „To have her hand kissed at the Drury Lane by George Cornwallis-West“.
In den 1920er und 1930er Jahren legte Cornwallis-West einige Erinnerungsbücher vor, die sich hauptsächlich um seine berühmten Ehefrauen und um sein ereignisreiches Leben in der High Society in den ersten zwanzig Jahren des Jahrhunderts drehten. Hinzu kam der Roman The Woman Who Ended War, den er auch – mit Hilfe seines Freundes George Bernard Shaw, der das Werk probelas und einige Bühnenanweisungen und -gestaltungen verfasste – als Bühnenspiel adaptierte.
1951 starb Cornwallis-West, der seit einigen Jahren an der Parkinson'schen Krankheit litt, durch Freitod.

## Adaptionen
Zu den Schauspielern, die Cornwallis-West nach seinem Tod als Rolle verkörperten, zählt unter anderem der Brite Christopher Cazenove, der ihn 1974 in der Fernsehminiserie Jennie spielte.

## Werke

### Erinnerungsbücher
- Two Wives. 1929.
- Edwardian Hey-Days. Or a Little about a Lot of Things. 1930.
- Edwardians Go Fishing. Or, Many Days on Many Waters. 1932.
- Fortune's Favourites. 1933.
- Us Dogs. Being the Autobiography of Sambo, a Labrador. 1938. (mit Illustrationen von K. F. Barker)

### Als Herausgeber
- The Life and Letters of Admiral Cornwallis. 1927.

### Belletristische Werke
- The Woman who Stopped War. A Novel. 1935.